# 非洲快运航空
非洲快運航空（英語：African Express Airways）是總部於肯雅內羅畢喬莫·肯雅塔國際機場的航空公司。提供國內和國際客運服務。機場的喬莫·肯雅塔國際機場。

## 目的地
非洲快運航空提供以下國內和國際定期目的地：
- 科摩羅
  - 莫羅尼：賽義德·易卜拉欣王子國際機場
- 吉布提
  - 吉布提城：吉布提－安布利國際機場
- 約旦
  - 安曼：阿勒婭王后國際機場
- 肯雅
  - 蒙巴薩：莫伊國際機場
  - 內羅畢：喬莫·肯雅塔國際機場 基地
  - 瓦吉爾：瓦吉爾機場
- 馬約特
  - 藻德濟國際機場
- 索馬里
  - 柏培拉：柏培拉機場
  - 博薩索：本德爾卡西姆國際機場
  - Galcaio：Galcaio機場
  - 摩加迪沙：亞丁·阿德國際機場
- 南蘇丹
  - 朱巴：朱巴機場
- 烏干達
  - 坎帕拉：恩德培國際機場
- 阿聯酋
  - 杜拜：杜拜國際機場
  - 沙迦：沙迦國際機場
- 也門
  - 亞丁 - 亞丁國際機場
  - 艾穆卡拉：里揚機場

## 機型
截至2011年2月5日，非洲快運航空有以下飛機：
- 1架道格拉斯DC-9 5Y-AXF （前西班牙國家航空和Binter Canarias航空飛機）
- 2架麥道MD-80 5Y-AXL & 5Y-AXN （前意大利航空飛機）
- 1架巴西航空工業 EMB-120（計畫中）

## 外部連結
- 官方网站